# Centralna Telewizja Chińska

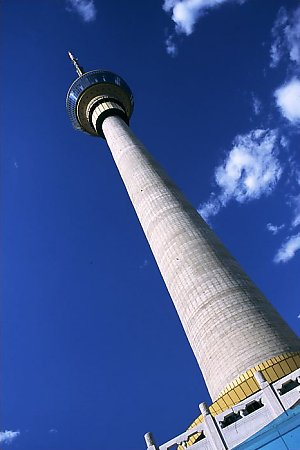
Centralna Wieża Radiowo-Telewizyjna, najwyższy budynek w Pekinie

Centralna Telewizja Chińska, CCTV (chiń. 中国中央电视台, hanyu pinyin Zhōngguó Zhōngyāng Diànshìtái, ang. Chinese Central Television) – telewizja publiczna w Chinach uruchomiona 2 września 1958 roku.
Jest jedyną naziemną siecią telewizyjną dostępną na terenie całego kraju. Organizacyjnie podlega pod Ministerstwo Radia, Filmu i Telewizji i kontrolowana jest przez Wydział Propagandy Komunistycznej Partii Chin. Telewizja ta posiada wyłączność na nadawanie informacji dotyczących wydarzeń poza granicami kraju, a pozostałe stacje zobowiązane są do codziennej transmisji emitowanych przez nią wiadomości.

## Historia
Po pierwszej dekadzie istnienia Chińskiej Republiki Ludowej jej przywódca, Mao Zedong wprowadził „politykę czerwonych sztandarów”. Kraj z zacofanego rolniczego państwa miał stać się potęgą przemysłową. Jednym z elementów tego planu była telewizja. 1 maja 1958 roku, o godzinie 19:00 zaczęła nadawanie Beijing TV, czyli Telewizja Pekińska. Program nadawany był trzy razy w tygodniu po 30 minut i obejmował zasięgiem tylko region Pekinu. Od 2 września emisje objęły już cały kraj i trwały do 6 godzin dziennie.
Na początku 1967 doszło do miesięcznej przerwy w nadawaniu. Powodem był brak programów do emisji. 4 lutego 1967 stacja wznowiła nadawanie, ale tylko raz w tygodniu. Do końca lat siedemdziesiątych telewizyjne programy nadawane były od popołudnia do północy.
1 maja 1978 Komitet Centralny partii zdecydował o zmianie nazwy na China Central Television – CCTV, a główne wytyczne działania dotyczyły programu informacyjnego. Stacja rozpoczęła nadawanie pięciominutowego serwisu informacyjnego. Do końca 1978 roku jego czas wydłużony został do 30 minut. 7 lipca 1980 roku, pomiędzy wiadomościami krajowymi a doniesieniami ze świata pojawiła się pierwsza prognoza pogody. Od 2004 roku nadawanie trwa 24 godziny na dobę a w 2010 roku zakończyła się dygitalizacja systemu. Od 2010 roku działa również witryna internetowa stacji.

## Kanały należące do CCTV
- CCTV-1 (ogólny)
- CCTV-2 (finanse)
- CCTV-3 (sztuka i rozrywka)
- CCTV-4 (międzynarodowy)
- CCTV-5 (sport)
- CCTV-6 (filmy)
- CCTV-7 (wojsko i rolniczy)
- CCTV-8 (seriale)
- CCTV-9 (dokument) – w języku mandaryńskim / angielskim
- CCTV-10 (oświata i nauka)
- CCTV-11 (opera chińska)
- CCTV-12 (prawo i społeczeństwo)
- CCTV-13 (wiadomości) – w języku mandaryńskim
- CCTV-14 (dla dzieci)
- CCTV-15 (muzyka)
- CGTN (wiadomości) – w języku angielskim
- CCTV-A – w języku arabskim
- CCTV-E – w języku hiszpańskim
- CGTN-F – w języku francuskim
- CGTN-R – w języku rosyjskim
- CCTV-HD
- CCTV-3D